# Promethei Rupes
Promethei Rupes es el nombre de una falla geológica sobre la superficie de Marte. Promethei Rupes está localizada con el sistema de coordenadas centrados en -75.23 grados de latitud Norte y 133.67 grados de longitud Este. El acantilado es curvilíneo en el extremo sur de Promethei Terra y constituye el borde Sur del Promethei Planum, el cual se continúa con el polo sur de Marte. Promethei Rupes es el remanente de una cuenca muy grande marcado en su longitud por prominentes cráteres marcianos, incluyendo Vishniac y Liasis.
El nombre fue aprobado por la Unión Astronómica Internacional en 1976 y hace referencia a Prometeo, personaje de la mitología griega.

## Acantilados del Polo Sur
Promethei Rupes es un estilo de depresión geológica conocida como Chasma. Se caracteriza por sus empinadas caras, profundidad y longitud. Gran parte del borde de la cuenca de Promethei Rupes así como elementos de impacto, se encuentra enterrados bajo los materiales polares del polo sur, incluyendo hielo. Los chasmata polares comprenden evidencia geomórfica de que Marte ha sido expuesta a una eliminación a gran escala de materiales polares, ahora cubiertas por hielo y otros materiales polares.
Promethei Rupes contiene cráteres en el sub-hielo no modificados. Por otro lado, la ausencia total en el piso del Promethei Rupes de elementos relacionados con una probable descarga desde el subsuelo, tipo Géiser de polvo, son evidencias de que el mecanismo principal en la formación de esta falla geológica fue la erosión eólica. Promethei Rupes disecciona el casquete polar sur y está compuesta por regiones de iniciación de su acantilado que comparte formas y tendencias similares a chasmata vecinas. Estas observaciones sugieren que hay una asociación morfogenética entre las irregularidades topográficas del subsuelo de Promethei Rupes y las regiones superficiales en donde se inició el chasma.